# Bernardino Ciceri
Bernardino Ciceri (Pavia, 1650 – 1728) è stato un pittore italiano barocco.

## Biografia
Fu allievo del pittore Carlo Sacchi e completò i suoi studi a Roma.

## Opere principali
- San Giorgio a cavallo, tela nella seconda cappella destra della chiesa di San Francesco di Pavia
- Sant’Emerenziana, tela ospitata nella chiesa del Carmine di Pavia. Il dipinto, restaurato nel 2006, presenta un raro albero genealogico della Vergine
- Sant'Agata in carcere visitata da San Pietro, dipinto nella chiesa di San Teodoro a Pavia
- Trinità, tela nella Chiesa parrocchiale di San Bartolomeo Apostolo di Bastida Pancarana. Il dipinto è stato restaurato nel 2010
- Pala d'altare della chiesa di Santa Maria Assunta di Costa de' Nobili. Rappresenta la Madonna con San Domenico e Santa Caterina. La pala originariamente era posta nel convento delle Monache Benedettine di Sant'Elena, ed è stata trasferita nella sua collocazione attuale dopo la soppressione del monastero decisa da Napoleone
- Immacolata, tela nel transetto destro del Duomo di Pavia
- Il rapimento di Cefalo, dipinto sulla volta di una sala di Palazzo Botta Adorno a Pavia, incorniciato da quadrature di Giuseppe Natali, probabilmente tra il 1700 e il 1706
- Ritratto di Tolomeo Spinola, dipinto a olio su tela nel Castello di Borgo Adorno (AL)